# Пониззя
Пониззя (іст. Галицьке Пониззя, Середня Наддністрянщина, майб. Поділля) — історична частина Карпато-Дністровських земель на лівому березі середнього Дністра до Південного Бугу, а також між Дністром і Прутом (так звана Шипинська земля). Сьогодні основна частина колишнього Пониззя знаходиться в межах Тернопільської, Чернівецької, Хмельницької та, частково, Вінницької областей.В класичному розумінні до складу Пониззя XII—XIII ст. зараховувалася територія вздовж лівого берега Дністра між його притоками Стрипа на заході і Калюс на сході, а також смуга території вздовж дністровського правобережжя. Рідше Пониззя продовжують на Схід до Мурафи. На півдні Пониззя межувало з Берладською землею.

## Історичне визначення Пониззя
Пониззя знаходилося на пограниччі розселення нащадків давньоруських племен уличів та тиверців з білими хорватами, що стало основою формування місцевого українського населення. В межах сучасної Молдови також мало місце розселення романізованих даків в середовищі русинського населення (переважно нащадків уличів та тиверців), що в майбутньому стало підвалинами для формування молдовського етносу. В кінці ХІ — на початку ХІІ ст. Пониззя входило до Теребовлянського та Звенигородського князівств, пізніше, в середині ХІІ ст., стає складовою Галицького князівства, яке в свою чергу стало частиною великої Галицько-Волинської держави — Руського королівства. Найбільшими містами Пониззя, які пізніше стануть головними опорними пунктами боротьби галичан з татаро-монголами, були Бакота, Кам'янець, Звенигород, Ушиця, Калюс.
З другої половини XIV ст. за північним, лівобережним по Дністру, Пониззям закріпилася нова назва — Поділля, тобто землі, розташовані по долу відносно Карпатських гір. Після втрати Галицько-Волинською державою своєї незалежності в XIV ст. ці землі ще протягом деякого часу належатимуть Подільському князівству, допоки Поділля не буде розділене в 1434 р. між Литвою та королівською Польщею. Зараз це територія південних частин Тернопільської, Хмельницької та частини Вінницької областей. В південній частині правобережного Пониззя, заселеного слов'янським і романським населенням, відомій ще як Русо-Влахія, пізніше постало Молдовське князівство, яке охопило також залежні колись від Галицького князівства Берладські землі. Північно-західна ж частина правобережного Пониззя — Шипинська земля, що охоплювала землі від Надпруття до Покуття і була заселена корінним руським населенням ще з часів Київської Русі, належала Галицькому князівству. Зараз ця територія знаходиться переважно в межах Чернівецької області з незначним охопленням прилеглих меж Івано-Франківської області, а також на суміжних територіях сусідньої Молдови.

## Археологічні надбання
Належність Пониззя до Галицького князівства засвідчують насамперед матеріали багатолітніх археологічних пошуків. Тільки для періоду до кінця IX ст. на середину 1970-х років тут виявлено понад 200 слов'янських поселень. Дослідники також вказують на розгалужену мережу таких поселень X—XIII ст., частина яких була укріпленими городищами. Порівняно добре вивчено поселення Василів на Дністрі, Ленківці (існувало на місці сучасних Чернівців), укріплені городища в Горішніх Шерівцях на Пруті, Карапчиївське в долині Черемошу (урочище Городок), у Ломачинцях на Дністрі, в Перебиківцях на Дністрі та в районі Ревно на правому березі Пруту (припинило існування, здогадно, наприкінці X ст.). На лівому березі Дністра це Бакота, Ушиця, Калюс, Звенигород, Клепідава та ін.

## Економіка та торговельні зв'язки
Головну складову системи економіки чорноземного Пониззя складало комплексне сільське господарство, що складалося із землеробства та скотарства. Землеробство розвивалося з використання дво- і трипільної системи господарювання з використанням рал, плугів, борон, серпів, кос та іншого сільського господарського реманенту. Для Пониззя, як і для всієї Галицької землі, важливим було скотарство, яке забезпечувало селян продуктами харчування, транспортною і тягловою силою, органічними добривами для полів і присадибних ділянок. У містах, таких як Бакота, Калюс, Звенигород були поширені різні ремесла, зокрема гончарство, ткацтво, обробка металів. Вироби місцевих майстрів з кераміки, коштовних металів, міді, бронзи належали до галицького типу, проте мали певні особливості, притаманні для Пониззя. Значного розвитку набула торгівля, якій сприяв Дністровський торговий шлях, так званий «Соляний шлях». Дністер з його повноводними притоками забезпечував доставку товарів між Галичиною і причорноморськими візантійським та болгарськими факторіями. Своєрідними річковими портами Пониззя були Бакота, Василів, Хотин, Кучелмин, Онут та ін.

## Культура та духовність
В галузі матеріальної культури та духовності Пониззя відзначилося протистоянням християнської культури та ще збереженого поганства, а також постійної загрози вторгнення номадів зі Сходу. Монументальне та оборонне будівництво відзначається характерними рисами для Русі і має спільні ознаки з містобудуванням тодішньої Центральної та Східної Європи. Водночас тяжіння до Галицької землі й знаходження тривалий час Пониззя у її складі позначилося на вироблені в цьому регіоні специфічних рис матеріальної культури. Особливо яскраво ці особливості простежуються в церковному зодчестві ХІІ-ХІІІ ст., яке породило так звану галицьку архітектурну школу, що першою в Україні-Русі сприйняла західноєвропейський романський стиль та елементи ґотики, а також завдяки поширенню християнства активно запроваджувала риси візантійської культури. Проте, певна периферійність північних околиць Пониззя і їх віддаленість як від Києва, так і від Галича, дала змогу довго зберігати язичницьку традицію місцевого населення, що особливо помітно в існуванні Збручанського культового центру в XI—XIII ст.

## Пониззя зараз
Після падіння Галицько-Волинської держави в XIV ст. Пониззя, відоме вже як Поділля, після нетривалого існування фактично суверенного Подільського князівства, було розділене між Польщею (Подільське воєводство) та Литвою (Брацлавське воєводство). Правобережна частина Дністра на певний час стала частиною Молдовського князівства. Довгий час українське Пониззя залишалося розділеним різними державами. Сьогодні основна частина колишнього Пониззя знаходиться в межах Тернопільської, Чернівецької, Хмельницької та, частково, Вінницької областей.